# Richard Møller Nielsen
Richard Møller Nielsen (Ubberud, Odense, 1937. augusztus 19. – Odense, 2014. február 13.) válogatott dán labdarúgó, hátvéd, edző. Az 1992-ben Európa-bajnoki címet szerző csapatnak a szövetségi kapitánya.

## Pályafutása

### Klubcsapatban
1955 és 1962 között az Odense BK labdarúgója volt. Pályafutásának egy sérülés vetett véget.

### A válogatottban
1959 és 1961 között két alkalommal szerepelt a dán válogatottban.

### Edzőként
1962 és 1985 között több dán csapat vezetőedzője volt. Két időszakban is irányította az Odense BK szakmai munkáját. 1978 a dán válogatottnál is edzősködött. először az U21-es csapat edzője, közben az A-válogatottnál segédedző is, végül 1989-ben a futsal válogatott vezetőedzője. 1990 és 1996 között a dán válogatott szövetségi kapitánya. A csapat az ő irányítása alatt érte el eddigi legnagyobb sikerét az 1992-es Európa-bajnoki cím elhódításával. 1996 és 1999 között a finn, 2000 és 2002 között az izraeli válogatott szövetségi kapitányaként dolgozott. Edzői pályafutását hazájában a Kolding FC csapatánál fejezte be 2003-ban.

## Sikerei, díjai

### Edzőként
Odense BK
- Dán bajnokság
  - bajnok: 1977, 1982
- Dán kupa
  - győztes: 1983

 Dánia
- Európa-bajnokság
  - aranyérmes: Európa-bajnokság, Svédország
- Konföderációs kupa
  - győztes: 1995
- World Soccer World Manager of the Year 1992